# Space Colony
| Сводный рейтинг       | Сводный рейтинг   |
| Агрегатор             | Оценка            |
| --------------------- | ----------------- |
| GameRankings          | 77,63 %           |
| Metacritic            | 75/100 (21 обзор) |
| MobyRank              | 75/100            |
| Иноязычные издания    |                   |
| Издание               | Оценка            |
| 1UP.com               | C                 |
| AllGame               | [ 6 ]             |
| Eurogamer             | 6/10              |
| GameRevolution        | B-                |
| GameSpot              | 6,7/10            |
| GameSpy               | [ 10 ]            |
| IGN                   | 7,5/10            |
| Русскоязычные издания |                   |
| Издание               | Оценка            |
| Absolute Games        | 74 %              |
| «Домашний ПК»         | [ 13 ]            |
| «Игромания»           | 8/10              |

Space Colony (с англ. — «Космическая колония», «Космобаза») — компьютерная игра, разработанная компанией Firefly Studios и выпущенная в продажу компанией Gathering of Developers в 2003 году. Игра была портированна на Mac OS X компанией Aspyr Media в 2004 году.

## Игровой процесс
Игра является смесью стратегии в реальном времени и симулятора жизни. Основа очень напоминает The Sims — игроку необходимо следить и удовлетворять нужды нескольких персонажей. Каждый персонаж имеет уникальную личность и различные способности. Кроме того, колонистов отличают их предпочтения в музыке и стиль танца.
В отличие от более свободной в выборе действий The Sims, Space Colony является помиссионной игрой с фантастическим сюжетом. Персонажам необходимо добывать полезные ископаемые, вырабатывать взаимоотношения и предотвращать нехватку кислорода, энергии и еды. В ряде заданиях им необходимо отбиваться от инопланетных форм жизни и вторжений пришельцев. При гибели, персонажей забирает на борт корабль на орбите, где их помещают в реанимационные камеры. Как правило, они пропадают до следующего уровня.
Игроку даётся выбор из двух кампаний: Мирный путь и Военный путь. Как и следует ожидать, первая кампания является более лёгкой. Во второй кампании, игроку предстоит не только заниматься теми же вещами что и в первой, но ещё и воевать с враждебными фрибуланцами, которые также желают развивать свои колонии на тех же планетах.

## Дополнительная кампания
В 2004 году была выпущена дополнительная кампания, состоящая из 5 заданий. Действие кампании происходит на планете Кобаш.

## HD-версия
В 2012 году было выпущено издание Space Colony HD, поддерживающее разрешение экрана до 2560x1600 и современные операционные системы. В него включены 8 официальных и 6 фанатских кампаний.